# Оптикоелектрон Груп
„Оптикоелектрон Груп“ АД е българска фирма за гражданска и специална продукция.
Седалището на фирмата и производствените сгради са в гр. Панагюрище. Дружеството е основано през 1971 г. и е специализирано в проектирането, производството и търговията на оптомеханични, оптоелектронни и лазерни прибори за нуждите на отбраната. През 1999 г. дружеството е приватизирано и преструктурирано в холдингово дружество „Оптикоелектрон Груп“ АД.
Холдингът е изграден върху 260 000 m² терен, обособен като индустриален парк и разполага със 108 000 m² производствени площи. В холдинга работят над 740 служители. Почти цялата продукция на холдинга се реализира на пазарите на ЕС и Северна Америка.
„Оптикоелектрон Груп“ АД притежава сертификат за съответствие на Система за Управление на Качеството с ISO 9001 и AQAP 2110, сертификат NATO „SECRET“, присвоен код NCAGE за производител/търговец в кодификационната система на NATO, статут на официален доставчик на стоки за Американското правителство – DUNS регистрация, достъп за работа с национална класифицирана информация и достъп за работа с информация NATO „SECRET“.

## Продуктова структура
Изделия предназначени за отбрана и сигурност
- гама зенитни и наземни артилерийски и стрелкови мерници за стрелба през дневно и нощно време
- дневни и нощни наблюдателни и мерни прибори и комплекси за бронетанковата техника
- термовизионни и SWIR обективи
- мобилни системи за наблюдение и защита
- лазерни далекомери
- топлинни глави за самонасочване на ракетни системи

Изделия предназначени за промишлеността и бита.
- лупи, осветители и микроскопи
- прибори за образованието
- медицинско оборудване
- технологично оборудване създадено на базата на уникални български изобретения

## Технологичен капацитет
- Технологии и оборудване за производството на детайли, възли и

микро-оптични елементи от оптично стъкло, кристали и полупроводници
- Технологии и CNC оборудване за прецизна обработка на метали, производство на прецизни механични елементи и възли
- Технологии и специализирани технологични и контролни уреди за монтаж на оптикомеханични и оптикоелектронни изделия и системи
- Специализирани изпитвателни лаборатории за контрол на механични и

климатични параметри, оборудвани с модерни измервателни уреди за контрол на изискванията по стандартите на NATO.

## Организациона структура
1. „Оптомеханик“ ООД
2. „Завод за оптика“ АД

## История
„Оптикоелектрон“ е основан на 1 юни 1971 г. На тази дата с решение на Министерския съвет на Република България официално се създават Обединени заводи „Оптикоелектрон“ – гр. Панагюрище. На 25 януари 1971 г. е открит първия цех за оптика. 20 младежи са първите оптици на града. Работниците в този цех, оборудван с 32 машини, са 52. Първите 120 оптични елементи са готови на другия ден, 26 януари 1971 г. В гр. Панагюрище се основава и средно училище по оптика, в днешно време Професионална гимназия по индустриални технологии.
На 19 септември 1971 г., в присъствието на отговорни ръководители от държавната и местна власт, се прави първата копка на новите сгради на завода.
Първи в новите помещения на „Оптикоелектрон“ се настаняват работниците на бъдещия „Инструментален завод“. Постепенно като самостоятелни заводи се утвърждават „Инструментален завод“ и „Оптикоелектронен завод“. През 1986 г. се създава „Институт по оптикоелектронно приборостроене“. В най-силните си години на площадките на МК „Оптикоелектрон“ в общината работят над 5000 души. Процесите в развитието на икономиката по-късно ще наложат закриване на някои бази, но дълги години „Оптикоелектрон“ е горд, че под негово ръководство работи една сериозна част от интелектуалния потенциал на страната. Комбинатът и неговите подразделения са част от военно – промишления комплекс на България.
“Оптикоелектрон 99″ АД се създава в началото на 1999 г. като акционерно дружество за участие в приватизацията на „Оптикоелектрон“. Акционери в него са 480 работници и служители от комбината. На 30 юни е сключен договор с Агенцията за приватизация на Република България за придобиване на 76 % от акциите на „Оптикоелектрон“. На 24.10.2000 г. дружеството е преобразувано в „Оптикоелектрон Груп“ АД. Договорената в приватизационната сделка цена е изплатена изцяло и дружеството става мажоритарен собственик. Изпълнени са и останалите задължения по приватизационния договор за запазване на работните места и инвестиционните ангажименти.
След труден и продължителен процес на преструктуриране и преориентация на дружеството в новите условия на пазарна икономика и нови пазари днес „Оптикоелектрон Груп“ АД е стабилно предприятие със завоювани пазари в Европа и устойчива перспектива. Почти цялата продукция на дружеството „Оптикоелектрон Груп“ АД е предназначена за износ. В съответствие със съвременните изисквания дружеството осъществява активна маркетингова дейност свързана с новите пазари – интензивни срещи в България и чужбина със стари и нови клиенти, участие в панаири и изложби. Системната работа в тези направления наложи името на „Оптикоелектрон Груп“ АД като синоним на стабилност, порядъчност и престиж.
Специално производство – още със създаването си „Оптикоелектрон“ е ориентиран към военното производство. Тази най-сложна област на съвременното приборостроене, изискваща висока техническа интелигентност, технологична култура и екипираност, не е лесно постижима. За изграждането на кадрова база е необходимо да минат години, да се усвоят стотици нови технологии, да се достави и овладее сложно ново оборудване. С усилията на десетки ръководители, стотици конструктори и технолози, хиляди висококвалифицирани майстори и работници за кратък срок се стига до високи постижения в областта на оптикомеханичното, оптикоелектронното и лазерно военно производство. В номенклатурата на фирмата влизат поредица зенитни и наземни артилерийски и стрелкови прицели, прибори за бронетанкова техника, лазерни далекомери, топлинни глави за ракетни системи и много други. „Оптикоелектрон“ израства като едно от най-високотехнологичните предприятия в България. Независимо от кризисните години на прехода, многото структурни промени и изцяло новата пазарна ориентация, „Оптикоелектрон“ остава най-голямото в България и едно от водещите в Източна Европа предприятие в областта на оптичното приборостроене във военната област. С тези свои постижения „Оптикоелектрон“ нанесе на картата на Европа град Панагюрище.
Гражданско производство – Без да е преобладаващо в миналото, гражданското производство е винаги съществен дял от производствено-търговската дейност на дружеството. В „Оптикоелектрон“ години наред се произвежда почти цялата очна оптика на България и не малка част от нея се изнася. Почти всички усвоени през годините и произвеждани изделия са собствена разработка – от лупи, диапроектори и обективи се стига до съвременни продукти в областите на оптикомеханиката и оптикоелектрониката. През годините са разработени и внедрени в производство телоподаващо устройство “Изаплан“, електроискрова напластяваща машина „ЕЛФА“, машина за стенографиране и дешифриране, оптикоелектронни датчици „Оптед“.

## Проектиране и разработване
„Оптикоелектрон Груп“ АД разполага с висококвалифицирани специалисти и професионалисти работещи в сферата на проектиране, конструиране и дизайн, обединени в дирекция „Проектиране и разработване на производството“. Те са едно от основните и съответно водещо звено за развитието на дружеството, като тяхната работа е фокусирана върху създаването на ефективни решения при конструирането на механични и оптични изделия, както за собствена нужда, така и по заявка на клиенти на дружеството. Дирекция „Проектиране и разработване на производството“ контролира целия жизнен цикъл на продукта – от първоначалната идея, концепцията за серийното производство, до сглобяване на крайния продукт.
Една малка част от дейността на Дирекцията е свързана с
- конструиране на инструментална екипировка
- изчисления и симулации на оптични системи
- дизайн на крайни оптомеханични устройства

Дирекция „Проектиране и разработване на производството“ работи със софтуерни продукти, сред които
- SolidWorks 2014
- SolidWorks Professional 2014
- ZEMAX 2014
- VISI 15 и др.